# 塔代迈特
塔代迈特（Tademaït）是阿尔及利亚撒哈拉沙漠中的一个自然區域。它位于因萨拉赫以北、西大厄尔格以南的阿德拉尔省阿德拉尔区、盖尔达耶省邁尼耶區和塔曼拉塞特省的北端。它是撒哈拉沙漠中夏季最炎热的地方之一。

## 地理
塔代迈特是一个岩石高原。这是一个极其干燥的地区，属于沙漠气候（柯本气候分类法分為BWh），该地区几乎全年无雨，夏季漫长而炎热，冬季短暂而温暖。 
2002年11月，有一颗陨石在塔代迈特被發現 。  